# 難波津
難波津（なにわつ、旧：なにはつ）は、古代の大阪湾に存在したと考えられている古代の港湾施設である。日本書紀にその存在が示されているが、2024年現在遺構は発見されていない。大阪市中央区付近に位置していたと考えられている。

## 概要
瀬戸内海が現在のような形になったのは縄文時代のことであるが、当初の海岸線は生駒山の麓、現在の東大阪市まで入り込んでいた。この湾を河内湾と呼ぶ。河内湾の入り口に南から突き出ていたのが現在で言う上町台地である。
その後、河内湾の入り口は堆積した土砂で埋まり数条の砂州・砂堆となり（吹田砂堆・天満砂堆・難波砂堆）、2世紀から3世紀にかけて、河内湾は完全に瀬戸内海から切り離されて「草香江」と呼ばれる湖となった（河内湖）。古墳時代に入ると、人々は水運の利便性を考えて瀬戸内海と河内湖の間に運河を掘削し、これを難波堀江（なにわのほりえ）と名付けた。河内湖の最奥部の生駒山麓には草香津と呼ばれる港湾施設があり、瀬戸内海から難波堀江を通過して河内湖に入った船は、そのまま東進して草香津に向かった。また難波堀江の途中の、砂州と砂州の間にできていた潟湖にも港湾施設が建設された。これが難波津である。
また難波津の東、上町台地の先端からは16棟もの倉庫群の遺構が発掘されている。なお、文献史料には「難波館（なにわのむろつみ）」と呼ばれる商館の存在も示されているが、こちらの遺構はいまだ発見されていない。
大化の改新の後、仁徳天皇の宮である難波高津宮があったとされる現在の法円坂周辺に都が戻り、難波長柄豊碕宮（前期難波宮）が造営された。しかし654年に孝徳天皇が崩御すると都は明日香（現・明日香村付近）に戻り、686年には難波長柄豊碕宮は焼失してしまう。奈良時代にはいわゆる後期難波宮が再建され、一時期聖武天皇が都を置いた。
ところが、8世紀に入ると、難波津は土砂の堆積によって港湾施設としての機能を失っていくことになる。762年に安芸国から回航された遣唐使船が難波津で動けなくなる事件が発生する（『続日本紀』天平宝字6年4月丙寅条）など、大型船の停泊が困難になっていった。このため、淀川と三国川（現在の神崎川）を結び付ける工事が行われる事になり、その工事は785年に完成している（『続日本紀』延暦4年正月庚戌条）。この工事の完成直前の784年に古来から都を置いていた大和国を離れて山背国長岡京に遷都し、同時に難波宮が廃止されて施設が解体されて長岡京に移されているが、その背景として難波津の港湾機能の喪失で外港を失った大和国（飛鳥・平城京など）では西国との海上交通に支障をきたしたために、新たな海上交通路を瀬戸内海に注ぐようになった淀川流域に求めたもので、これによって難波宮も存在意義を失ったとする説もある。これに対して、難波津において平安時代に入っても難波堀川に生えた草木の伐採（『続日本後紀』承和12年9月癸亥条）などを行って港湾維持のための努力が続けられていることや『土佐日記』において紀貫之が難波を経由したり藤原道長が金剛峯寺の帰途に四天王寺に立ち寄って（摂津）国府大渡から船に乗って帰洛（『扶桑略記』治安12年9月癸亥条、なお『続日本後紀』承和11年10月戊子条によれば難波の鴻臚館が廃されて摂津国府に転用されている）したりしていること、平安時代以降も難波津に関する和歌が盛んに詠まれていること（「難波津を詠んだ歌」節参照）、そして何よりも難波津衰退説では中世の渡辺津や大江御厨の成立が説明できないとして、平安時代に難波宮の廃止などの政治的な変化はあったものの、難波津ではむしろ民間を含めた水上交通が盛んになったとする説もある。
なお、中世以降の港湾施設については渡辺津を参照のこと。

## 難波津を詠んだ歌
- 難波津に咲くやこの花冬ごもり今は春べと咲くやこの花（王仁）
- 難波潟みじかき葦の節の間も会はでこの世をすごしてよとや（伊勢）
- 侘びぬれば今はたおなじ難波なるみをつくしてもあはむとぞ思ふ（元良親王）
- 難波江の葦のかりねの一夜ゆゑ身を尽くしてや恋渡るべき（皇嘉門院別当）

## 難波津の位置
難波津が、具体的に現在の大阪市のどのあたりに位置していたのか、長い間論争が続いている。現在では、有力なものとして中央区三津寺町付近とする千田稔の説と、同じく中央区高麗橋付近とする日下雅義の説がある。前者の三津寺説は、同寺にまつわる伝承や「三津寺」「堀江」などの名称に根拠を置くものであるが、今のところ、現在の心斎橋筋付近で古代の港湾遺構が発見されていないのが弱点となっている。他方、高麗橋説については考古学的な傍証の例が豊富で、近年では、上町台地北端部の西斜面から麓にかけて、古墳時代から奈良時代、さらに室町時代に至るさまざまな時代の港湾関係の遺構が集中的に見つかっていることから、上町台地北端部西麓にあたる現在の東横堀川・高麗橋周辺が、歴史上の難波津として最有力な地点ではないかと広く考えられるようになっている。

## その後の難波津
上述のように、桓武天皇が長岡京遷都にあたって後期難波宮の建築物を収去してしまい、更に平安京遷都が行われると、首都と瀬戸内海航路を結ぶ舟運ルートの主力は、平安京との交通至便なより北側を通る淀川右岸や神崎川流域に移行することとなり、奈良盆地の外港として栄えた淀川左岸の難波津の意義は相対的に小さくなった。また、「難波（なには、なんば）」という地名自体は、上町台地北端のみではなく、あちこちに見られる一般的な地名でもある。このことから、平安時代には、上町台地北端部ではなく別の地域の港湾が「難波津」と呼ばれていたのではないか、更に飛躍して、そもそも古代以来の難波津は現在の大阪市とは別のところに比定されるはずだと主張する説もごく一部に存在するようである。